# Bréal-sous-Vitré
Bréal-sous-Vitré är en kommun i departementet Ille-et-Vilaine i regionen Bretagne i nordvästra Frankrike. Kommunen ligger i kantonen Vitré-Est som tillhör arrondissementet Fougères-Vitré. År 2022 hade Bréal-sous-Vitré 614 invånare.

## Befolkningsutveckling
Antalet invånare i kommunen Bréal-sous-Vitré
Referens:INSEE